# Nederland op het Junior Eurovisiesongfestival 2006
Het Junior Songfestival 2006 was de vierde nationale finale van het Junior Songfestival in Nederland. Het werd gepresenteerd door Sipke Jan Bousema vanuit Studio 24 in Hilversum. Zes kandidaten waren geselecteerd. De winnaar werd Kimberly waardoor zij Nederland mocht vertegenwoordigen op het Junior Eurovisiesongfestival. Uiteindelijk werd ze twaalfde.

## Uitslag
| Artiest        | Liedje             | Kinderjury | Vakjury | Televoting | Totaal |
| -------------- | ------------------ | ---------- | ------- | ---------- | ------ |
| Kimberly       | Goed               | 12         | 10      | 8          | 30     |
| Sherefa        | Hé, Hé, Hé         | 10         | 6       | 12         | 28     |
| Nigel          | Radar              | 8          | 5       | 10         | 23     |
| Noël           | Geen kinderliedjes | 5          | 12      | 6          | 23     |
| Coen           | Ik wil mezelf zijn | 4          | 8       | 4          | 16     |
| Noortje & Ylva | Alles is oké       | 6          | 4       | 5          | 15     |

## In Boekarest

### Gekregen punten
| 12 punten | 10 punten | 8 punten         | 7 punten | 6 punten  |
| --------- | --------- | ---------------- | -------- | --------- |
|           |           | - België - Malta |          | - Kroatië |
| 5 punten  | 4 punten  | 3 punten         | 2 punten | 1 punt    |
| - Servië  |           | - Rusland        | - Zweden |           |

2003 · 2004 · 2005 · 2006 · 2007 · 2008 · 2009 · 2010 · 2011 · 2012 · 2013 · 2014 · 2015 · 2016 · 2017 · 2018 · 2019 · 2020 · 2021 · 2022 · 2023 · 2024
België · Cyprus · Griekenland · Kroatië · Macedonië · Malta · Nederland · Oekraïne · Portugal · Roemenië · Rusland · Servië · Spanje · Wit-Rusland · Zweden